# Huambo (província)
Huambo é uma das 21 províncias de Angola, localizada na região central do país. Sua capital está na cidade e município do Huambo.
Segundo as projeções populacionais de 2018, elaboradas pelo Instituto Nacional de Estatística, conta com uma população de 2 309 829 habitantes e área territorial de 35 771 km², sendo a quarta província mais populosa de Angola e uma das mais ricas da nação.
Os seus onze municípios são: Huambo, Bailundo, Ecunha, Caála, Cachiungo, Londuimbale, Longonjo, Mungo, Chicala-Choloanga, Chinjenje e Ucuma.

## Etimologia
O topónimo Huambo deriva do nome de Wambo Kalunga, fundador do Reino do Huambo.

## História
A província do Huambo é um território habitado por três grupos étnicos bantos (ovimbundos) com poucas diferenças entre si: huambos, bailundos e sambos, com pequenas manchas de ganguelas e quiocos de fraca expressão demográfica. Pouco se sabe sobre o modo como estas populações aqui se fixaram. A História mistura-se com lenda, tornando a separação quase impossível. Existe apenas a certeza que desceram do norte, após um permanecerem algum tempo perto do rio Cuanza.

### Migração e formação dos ovimbundos
A Rainha Ana de Sousa Ginga, que na primeira metade do século XVII viveu no centro de Angola, havia sustentado uma luta prolongada aos portugueses, colaborando com os nerlandeses, então senhores de Luanda, por interesse próprio e na medida das suas conveniências. Após a expulsão dos neerlandeses por Salvador Correia, estando Ginga submetida à autoridade de Portugal, o receio de represálias dos portugueses levou a que sambos, huambos e bailundos, que a haviam apoiado, abandonassem os seus territórios, afastando-se para longe da capital. Nesta migração estes povos levaram à sua frente todos quantos encontraram pelo caminho, em particular os ganguelas, assim forçados a transferir-se para as margens do Cubango.
As férteis terras altas do Planalto Central de Angola, também conhecidas como nano, eram tradicionalmente cultivadas pelos povos bantos antes da chegada dos bailundos e huambos. A invasão do início do século XVII, pelos povos imbangalas, levou a uma fusão das duas populações e a subsequente criação dos reinos ovimbundos. Os huambos instalaram-se inicialmente na Caála, onde ainda hoje se encontra a sepultura de Wambu-Kalunga ("Grande-Mar"), seu soberano, ladeada de duas outras, que se julga serem, segundo uns, de dois escravos sacrificados para o servirem no além ou, segundo outros, de duas das suas numerosas mulheres. Segundo a lenda, Wambu era um grande apreciador de carne humana, em especial as tenras crianças, motivando parte do seu povo a abandoná-lo, uns fugindo para a Ganda e outros para o Candumbo. Ao longo do tempo, muitos outros reis passaram por ali, e o nome manteve-se inalterado até à chegada dos portugueses, que o aportuguesaram, passando então a chamar-se Huambo no lugar de Wambo.
Os séculos XVII e XVIII foi marcado pela formação política dos povos que habitaram o território da província de Huambo, com a construção de inúmeras ombalas (aldeia/cidade principal) e aldeias, e a configuração dos principais reinos, o Bailundo e o Huambo.

### Conquista e fixação portuguesa
A região foi explorada pela primeira vez por mercadores portugueses em meados do século XVII, iniciando o comércio de escravos, marfim, cera de abelha e borracha. Confrontos ocasionais entre portugueses e os povos que habitavam no território da província huambina ocorreram nos séculos XVIII e XIX, ocorrendo nas duas principais artérias comerciais regionais de Benguela-Caconda Nova e Catumbela-Norte do Huambo. Exércitos particulares pertencentes a comerciantes e chefes tribais lutavam entre si pelo controle da rota comercial sulista. Após os portugueses derrotarem o reino Bailundo e o reino Bié na guerra de 1774-1778, os povos do planalto permaneceram em paz compartilhando o controle das rotas comerciais com o poder colonial.
A sede pelo controle da região levou a algumas campanhas militares, que transformaram-se em grandes exercícios bélicos que marcaram a mudança nos rumos do colonialismo lusitano, como foram as Guerras do Nano (segunda metade do século XIX) e o caso da Segunda Guerra Luso-Ovimbundo (1890-1904). Este último foi um conflito armado, ocorrido principalmente em território huambino, entre os reinos dos povos ovimbundos, principalmente na figura dos reinos Bailundo, Huambo e Bié, contra o Império Português, motivado pela ambição colonial pelo controle das rotas comerciais e pelo súbito declínio do preço da borracha de raiz. Portugal venceu e subjugou os povos do planalto central, restando somente um último grande bastião de resistência no reino Cuanhama.
Portugal estabeleceu dois postos militares na região como forma de manter sob vigilância os povos do planalto. O principal posto ficou em Bailundo, que recebeu o nome de vila Teixeira da Silva (ergueu-se o forte de Bimbe-Catapi) e o outro posto ficou em Lépi, que recebeu o nome de vila Cabral Moncada (ergueu-se o Forte do Huambo). A base de Huambo foi abandonada pouco depois.

### Da década de 1910 à década de 1960
Em 1911, no bojo das obras do Caminho de Ferro de Benguela, o distrito do Huambo foi criado, a partir da divisão do distrito de Benguela, com sede provisoriamente em Bailundo. Em 21 de setembro de 1912 a capital distrital foi finalmente transferida do Bailundo para a cidade do Huambo; esta havia sido restabelecida em 8 de agosto de 1912 pelo alto-comissário General Norton de Matos, em substituição a antiga vila de Lépi. A antiga vila Lépi, que estava abandonada desde o final da Segunda Guerra Luso-Ovimbundo, teve sua antiga fortificação reconstruída no Huambo, tomando o nome de Forte de Quissala.
No período em que o território da província foi ligado pelo Caminho de Ferro de Benguela, houve significativa melhoria das vias de comunicação com o leste, incluindo a reforma das rodovias EN-250 e a EN-260, ligando de maneira mais efetiva essa porção do território angolano.
A produção agrícola se reforça nesse período, trazendo inúmeros dividendos econômicos à população. Como efeito disto, em 1913 são criados no Huambo e no Bailundo postos pecuários de observação e tratamento de gado.
A partir de 1928 o distrito do Huambo, bem como sua capital, receberam a denominação de "Nova Lisboa", somente recuperando o nome anterior após a independência, em 1975.

### Período das guerras

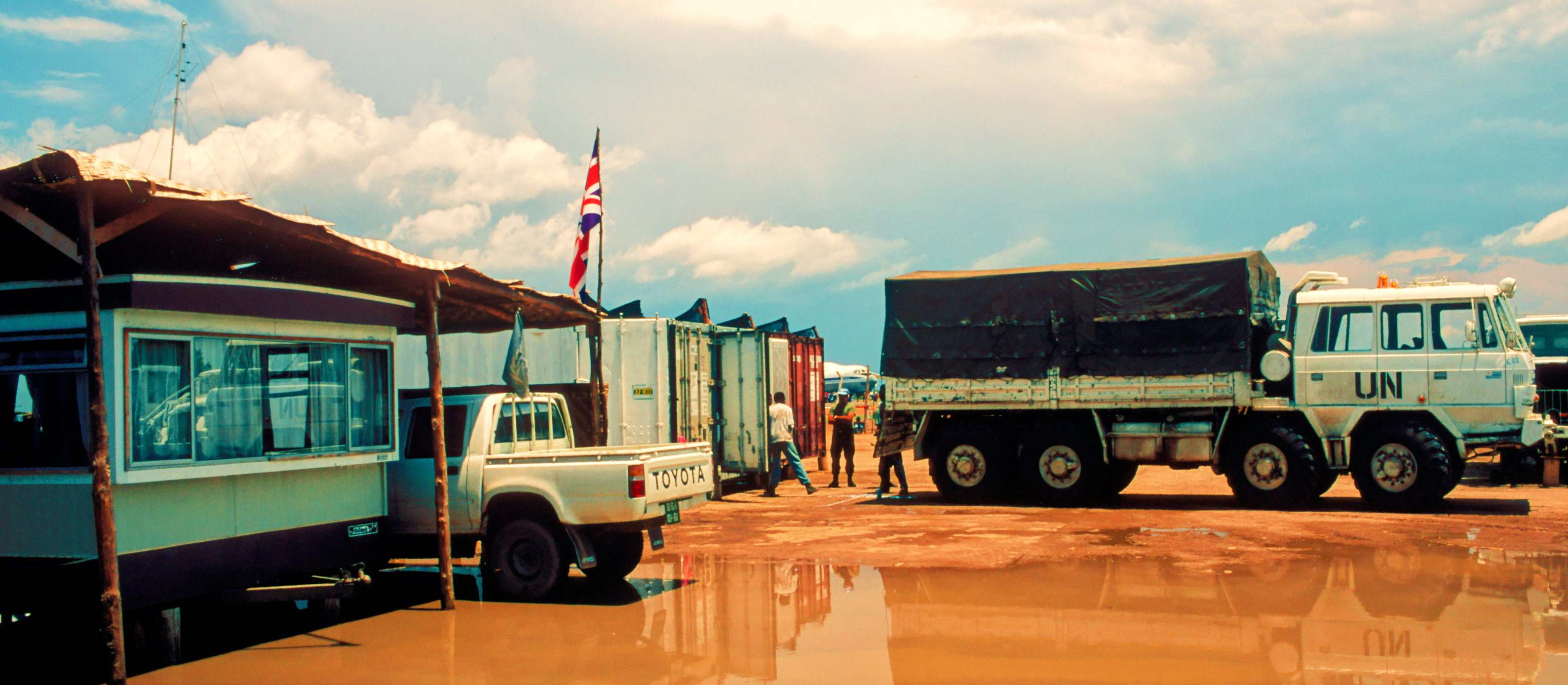
Base da ONU no Aeroporto Albano Machado.

Na década de 1970, durante a Guerra de Independência de Angola, quando esta atingiu seu ápice na colônia, a UNITA e o MPLA tinham um acordo tácito de não-agressão visando a derrota dos portugueses na região do Huambo, de Benguela e do Bié. Assim, ambos os grupos conseguiram praticamente por termo a influência lusitana na província do Huambo já em 1973.
Porém a Revolução dos Cravos e o Acordo do Alvor viria alterar esse panorama de entendimento entre os grupos guerrilheiros, fazendo surgir uma hostilidade; tal ponto culminou que o MPLA declara a independência do país na capital, Luanda, enquanto que a UNITA faz o mesmo na cidade do Huambo. O acontecimento gera o estopim da Guerra Civil Angolana.
O Huambo permanece no início da guerra civil como área de influência da UNITA, sofrendo diversos ataques do MPLA, embora que a UNITA consiga manter sua presença mais efetiva nas zonas rurais. Com o apoio das Forças Armadas de Cuba ao MPLA e a expulsão da Força de Defesa da África do Sul, a UNITA perde força e deixa de operar no Huambo, no início do ano de 1989.
Nos Acordos de Bicesse consegue-se uma trégua na guerra e a garantia de eleições. O resultado eleitoral, com vitória para a MPLA, é contestado por Jonas Savimbi e pela UNITA, fazendo ocorrer no Huambo um dos mais sangrentos episódios da guerra, em 1992, durante a batalha que ficou conhecida como a Guerra dos 55 Dias, onde ocorreram os fatídicos episódios do bombardeamento do Canhé e da perseguição às caravanas de refugiados e de militantes do MPLA.
Em 1994, a uma semana da assinatura de um acordo de paz, o governo de Angola iniciou um extenso ataque ao quartel general da UNITA na cidade de Huambo, fazendo fugir os comandantes guerrilheiros, praticamente cessando a guerra na província.

### Reconstrução
A província encontrava-se muito devastada pela guerra em 2002, quando inicio-se a reconstrução das infraestruturas. O grande marco reconstrutor se deu com a reabertura do Caminho de Ferro de Benguela.

## Geografia

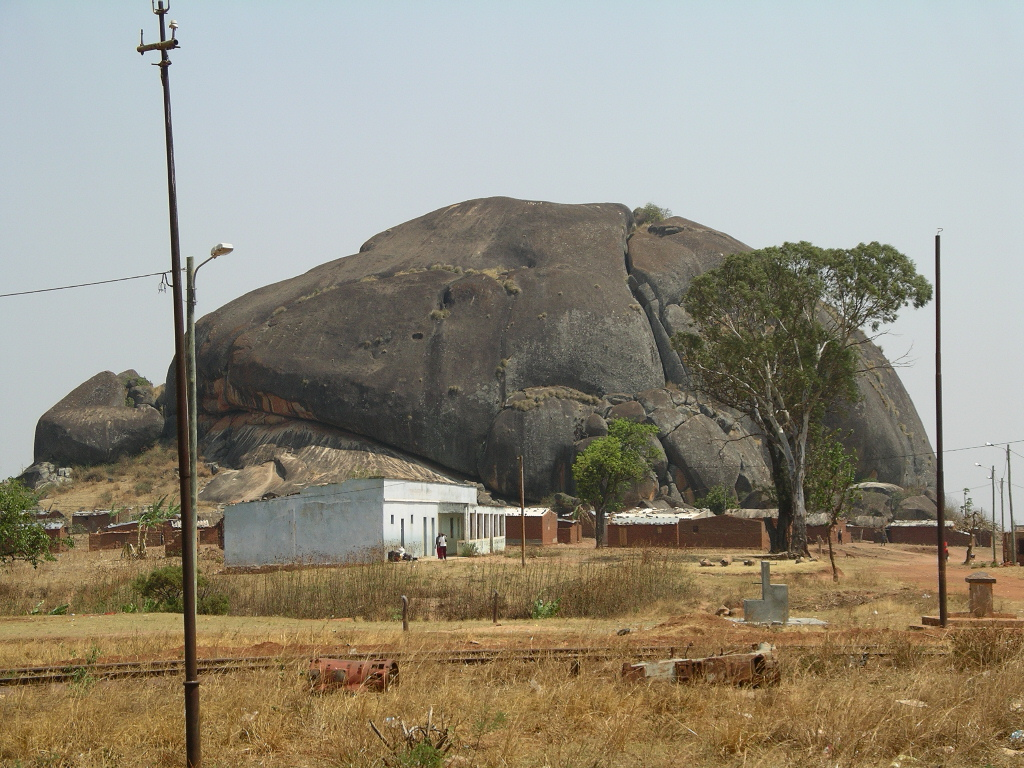
Rocha Monolítica de Lépi, em 2007.

O Huambo é limitado pelas províncias de Cuanza Sul, ao norte, Bié, ao leste, Huíla, ao sul e Benguela, ao oeste. 
A província está dividida em 11 municípios: Huambo, Bailundo, Ecunha, Caála, Cachiungo, Londuimbale, Longonjo, Mungo, Chicala-Choloanga, Chinjenje e Ucuma.

### Clima
Segundo a classificação climática de Köppen-Geiger, no território da província predomina o clima oceânico (Cwb), com pequenas porções territoriais de clima tropical de savana (Aw) nos extremos do norte.

### Ecologia, flora e fauna
Domina as faixas nordeste, leste e sul da província a paisagem da ecorregião das "florestas de miombo angolanas", com flora de savana de folha larga decídua úmida e floresta com domínio de miombo, além de pastagens abertas. No leste, noroeste e parte do nordeste da província predomina o "mosaico de pastagens e florestas montanhosas angolanas", nos arredores dos subaltiplanos do Congolo e Mombolo, bem como no Planalto da Chicuma, no Planalto Balombo-Ganda, e nas Serras da Sanga e Bimbe, com floresta afromontana, gramíneas e arbustos.
A fauna é bastante diversificada com relevo para animais de grande porte, como o rinoceronte-negro, os panteríneos, como o leão-angolano e a onça-africana, bem como antílopes de grande, médio e pequeno portes, além da lebre-das-savanas e do damão-das-rochas-de-manchas-amarelas. Há uma enorme diversidade de sáurios e répteis, como o crocodilo-do-nilo, habitante de lagos e os rios da região, e as serpentes mamba-negra e víbora-nocturna-bilineada. Diversidade ainda maior há de insectos e aves, como as aves fuinha-de-huambo (Cisticola bailunduensis), beija-flor-das-montanhas (Cinnyris ludovicensis), batis-margarida (Batis margaritae), picanço-de-Perrin (Telophorus viridis viridis), cotovia-de-angola (Mirafra angolensis), fuinha-chocalheira (Cisticola chinianus) e francolim-de-cara-ruiva (Francolinus finschi).

### Demografia
A maioria da população é de origem ovimbunda, com pequena presença de ganguelas, nhaneca-humbes e chócues. A capital da província é mais cosmopolita, abrigando grande diversidade étnica e racial.
A principal língua falada na província é o português, sendo registrado a variante dialeto huambense, um dos quatro que há dentro do português angolano. Já entre as tradicionais a presença maior é da língua umbunda.

### Hidrografia
A leste e nordeste província huambina os rios correm para o sistema de drenagem da bacia do Cuanza, ancorado nos rios Cutato-Usanga e Luvulo. Ao oeste o rio Catumbela serve como divisa com a província de Benguela, e drena, no sudoeste e oeste, destacadamente os rios Bunje e Cuiva. Ao norte, centro e noroeste o principal rio é o Cuvo-Queve (nasce na província), que drena os rios Colele, Cunhangama, Cuviro, Cuito-Chitatamera, Covombua e Calongue. A província ainda é o nascedouro do rio Cunene, que drena, na zona sul, dentro da bacia do Alto-Cunene, os rios Calai, Cunhangamu e Luasse, e; do rio Cubango, que, já dentro da bacia do Calaári, no leste provincial, drena principalmente o rio Cutado dos Ganguelas. A província huambina destaca-se pelo "Nascedouro das Boas Águas", no município de Chicala-Choloanga, donde brotam o rio Cunene, o rio Cuvo-Queve e o rio Cubango.

### Relevo
A província do Huambo localiza-se mais ou menos ao centro do país, sendo referenciada pelo Planalto Central de Angola, pelo Planalto da Chicuma, pelo Planalto Balombo-Ganda, pelas Serras da Sanga e Bimbe, pelos Subaltiplanos e Altiplanos do Congolo e Mombolo e pelos Montes Luvili, este último donde registram-se alguns dos pontos mais altos da província e do país. A maior altitude da província (e do país) situa-se no morro do Moco, com mais de dois mil metros de altitude, e desta zona irradiam numerosos rios e riachos em direcção ao litoral e países vizinhos.

## Economia
O Huambo é uma região rica em recursos naturais e minerais, com uma vasta rede hidrográfica e um clima ameno que a tornam especialmente vocacionada para o desenvolvimento das atividades agropecuárias e agroalimentares. O subsolo é rico em minerais — manganês, diamantes, volfrâmio, ferro, ouro, prata, cobre, urânio, entre outros — e a extração mineira é uma atividade com enorme potencial económico.

### Agropecuária e extrativismo vegetal
A economia é essencialmente voltada para a agropecuária, que representa cerca de 60% da actividade económica da província.
As principais produções de agropecuária são: citrinos, batata, batata-doce, arroz, feijão, trigo, hortícolas de toda a sorte, gado bovino, cavalar, caprino, suíno e ovino, além de criações de galináceos.
A província do Huambo é uma das principais produtoras e exportadoras de batata e milho do país.

### Indústria e mineração

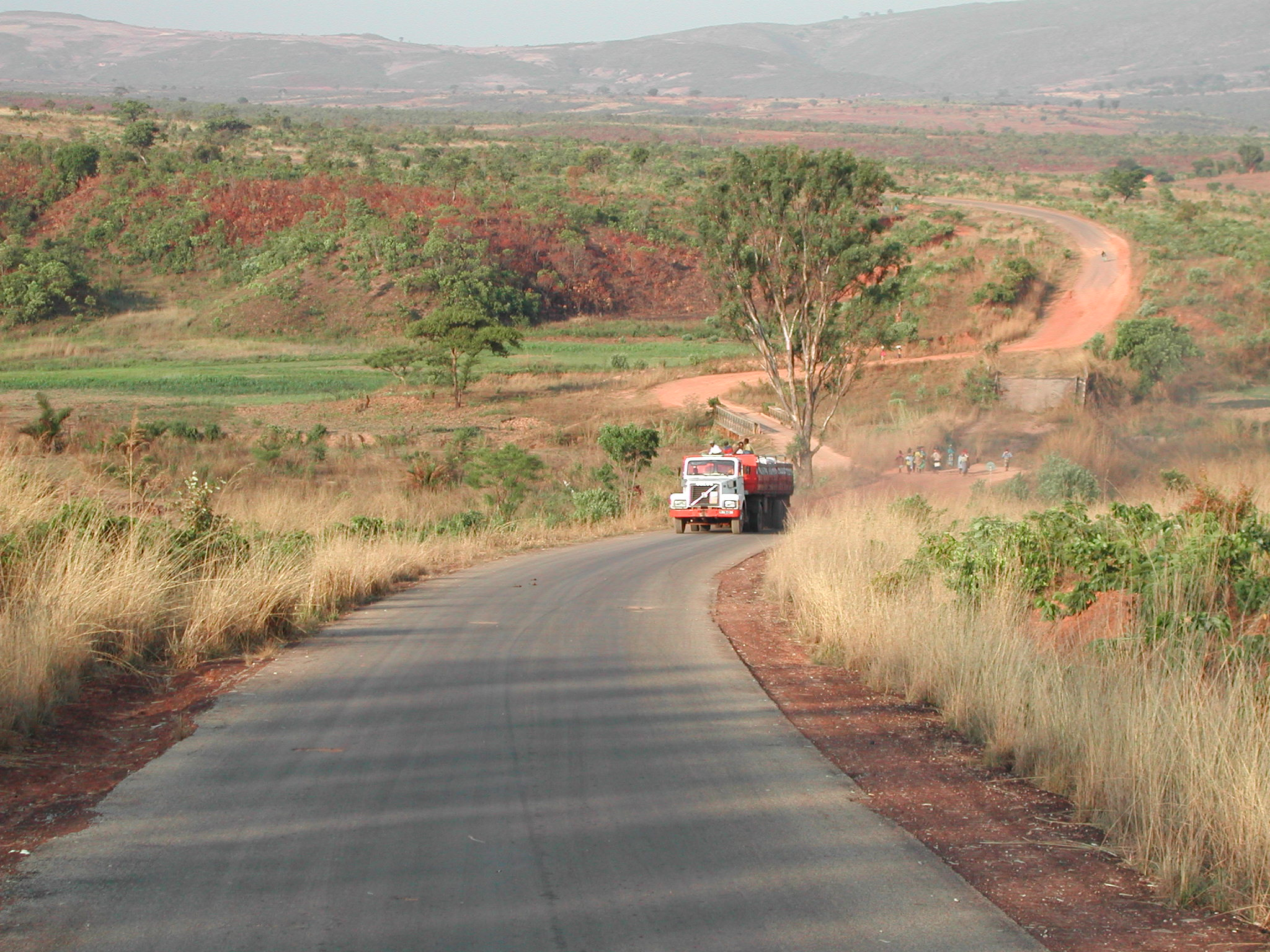
Rodovia EN-260, entre Ucuma e Huambo.

Na área de mineração existem: manganês, diamante, volfrâmio, ferro,  ouro, prata, cobre, urânio, entre outros.
Huambo possui indústria de metalomecânica, química, materiais de construção, têxtil e confecções, couro e calçados, alimentar, bebidas, tabaco, madeira e mobiliário. Mas nem todas as áreas estão funcionando a plenas capacidades, visto que, após as guerras, a ociosidade, a degradação e o sucateamento fizessem com que o setor industrial huambino perdesse o posto de segundo maior do país, muito embora tenha se recuperado em grande parte na década de 2010.

### Comércio e serviços
O setor de comércio e serviços do Huambo assenta-se na atividade logística, na medida em que dispõe de uma grande rede de transportes, com destaque ao Caminho de Ferro de Benguela, ao Aeroporto Albano Machado e à suas várias rodovias. No caso das rodovias, na cidade do Alto–Hama, na província do Huambo, há um dos grandes entrocamentos das rodovias transnacionais que fazem parte da Rede Rodoviária Transafricana. Se cruzam no Alto–Hama a Rodovia Transafricana 9 (TAH 9\EN-250) e a Rodovia Transafricana 3 (TAH 3\EN-120).
Por ela passa o extenso Caminho de Ferro de Benguela (CFB), vindo do litoral (Lobito) e indo até à fronteira com a República Democrática do Congo. Antes da independência nacional, esta era a via preferida para o escoamento dos minérios e mercadorias vindas do Congo e Zâmbia. Graças a essa ferrovia e às rodovias a província continua a ser um elemento essencial para o desenvolvimento económico, industrial e agropecuário do país.